# Nădlac
Nădlac (pronunciat en romanès: [nədˈlak]; hongarès: Nagylak; eslovac: Nadlak) és una ciutat a l'oest de Romania, al comtat d'Arad. Una antiga part de la ciutat es troba a la frontera amb Hongria; aquest poble es diu Nagylak. Una ciutat fronterera internacional, Nădlac és el principal pas fronterer cap a l'oest de Romania des d'Hongria.
També és un centre de la comunitat eslovaca luterana a Romania. Situat a la part occidental del comtat d'Arad, a 50 km de la capital del comtat, a la frontera occidental de Romania, Nădlac és la porta principal d'entrada des de l'Europa occidental.
Nădlac es va esmentar per primera vegada en documents el 1313 quan es coneixia com a Noglog.
El nom de la ciutat en hongarès significa "lloc gran". Els noms romanesos i eslovacs en deriven.

## Població
Segons el cens del 2011, Nădlac tenia 7.185 habitants. El desglossament ètnic va ser el següent:
- Romanesos: 47,26%
- Eslovacs: 43,85%
- Romaní: 5,1%
- Hongarès: 2,37%
- altres: 1,75%

## Història
Les excavacions arqueològiques han posat a la superfície les traces d’existència dels daci-romans. Al llarg dels temps, Nădlac, un castell amb fortificació de fusta i sòl, va ser envaït pels tàrtars, va ser posseït per János Hunyadi i va ser donat als oficials comandants Gyorgy Istvan i Dmitar Jakšić que van establir les bases d'una nova fortificació. També va ser devastada diverses vegades pels turcs, i va ser arrasada per terra pels rebels dirigits per György Dózsa. No obstant això, es va reconstruir cada vegada. El 1685 la ciutat fou conquerida per l'exèrcit reial austríac i es va integrar a la disposició fronterera de la vall del Mureș.
Un dels moments més importants de la història de Nădlac va tenir lloc a principis del segle xix, quan es va iniciar el procés de colonització dels eslovacs. Aquesta nacionalitat ha contribuït en gran manera al desenvolupament de l'assentament.

## Atraccions turístiques
Entre els llocs d'interès turístic de la ciutat hi ha l'església de Sant Nicolau i l'església eslovaca luterana. També hi ha un parc anomenat "Lunca Mureșului".